# サガネット
サガネット（Saganet, Sagnanetið）は1901年以前のアイスランド語の著作を公開している電子図書館サイト。